# گریزاب

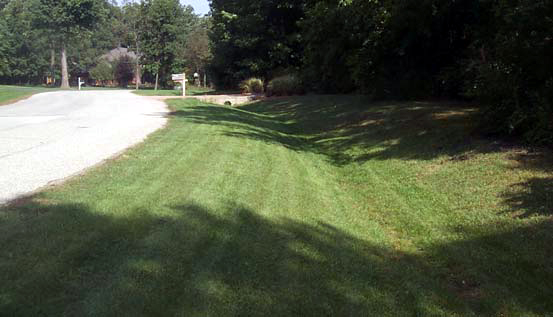
گریزاب ساخته شده در یک منطقه مسکونی برای مدیریت رواناب

گریزاب یک نقطه سایه یا محل فرورفته یا باتلاقی است. به‌ویژه، در موارد مورد استفاده در ایالات متحده، یک کانال کم عمق و دارای کناره‌های ملایم و شیب دار است. چنین پرشی ممکن است طبیعی باشد یا ساخته شده توسط انسان باشد. گریزاب‌های مصنوعی غالباً حوضه‌های نفوذی هستند که برای مدیریت رواناب آب، فیلتر آلاینده‌ها و افزایش نفوذ آب باران طراحی شده اند.

## روی زمین

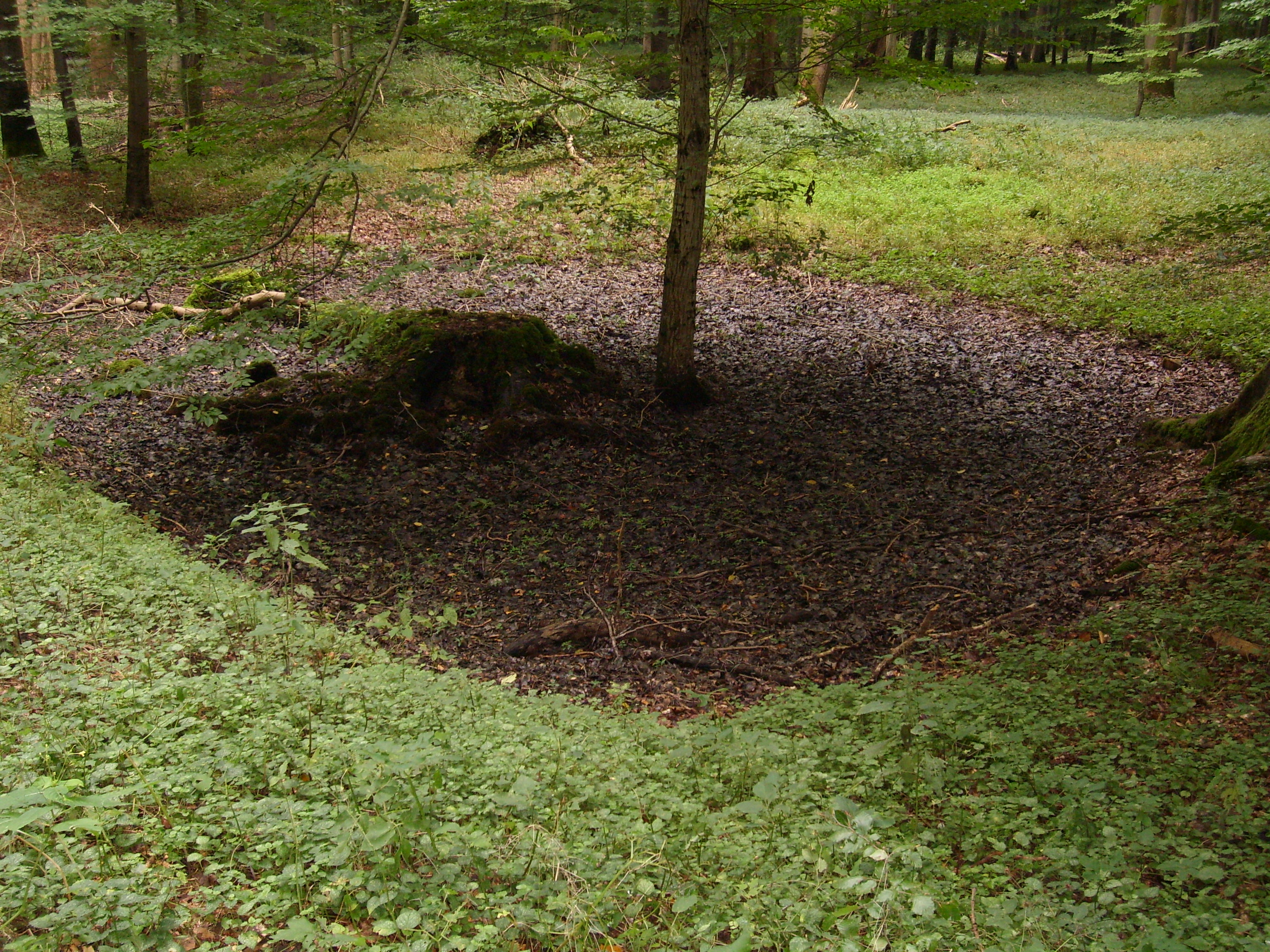
یک گریزاب طبیعی

گریزاب برای آهسته کردن و گرفتن رواناب از طریق پخش آن به صورت افقی در سراسر چشم‌انداز طراحی شده‌اند و باعث تسهیل نفوذ رواناب در داخل خاک می‌شوند.
در آب و هوای خشک، پوشش گیاهی (موجود یا کاشته شده) در امتداد گریزاب می‌تواند از رواناب بهره‌مند شود. درختان و درختچه‌ها در امتداد گریزاب می‌توانند سایه ایجاد کنند که باعث کاهش تبخیر می‌شود.

## در سواحل
اصطلاح «گریزاب» نیز برای توصیف فرورفتگی‌های بلند، باریک و معمولاً کم عمق بین پشته‌ها یا سدهای ماسه‌های در ساحل، که به‌طور موازی با ساحل اجرا می‌شوند، استفاده می‌شود.